# The Quitter (pel·lícula de 1934)
The Quitter és una pel·lícula dramàtica estatunidenca de 1934 dirigida per Richard Thorpe i protagonitzada per Charley Grapewin, Emma Dunn i Barbara Weeks. Va ser produïda i distribuïtda per l'estudi Poverty Row Chesterfield Pictures, posteriorment absorbit per Republic.

## Argument
Quan el seu marit, el fundador d'un diari, no torna de servir a França durant la Primera Guerra Mundial, la seva dona es fa càrrec tant del diari com de la criança dels seus dos fills. A mesura que creix, un dels seus fills vol que el diari abandoni la seva posició tradicional i intenti pujar més al mercat. També comencen a circular històries que el seu marit no va morir a la guerra, sinó que encara viu a l'estranger amb una nova identitat.

## Repartiment
- Charley Grapewin com Ed Tilford
- Emma Dunn com	Cordelia Tilford
- William Bakewell com Russell Tilford
- Barbara Weeks com Diana Winthrop
- Hale Hamilton com Maj. Stephen Winthrop
- Mary Kornman com Annabelle Hibbs
- Lafe McKee com Zack
- Aggie Herring com Hannah
- Jane Keckley com germana Hooten
- Edward LeSaint com Travers
- John Elliott com anunciant
- Phillips Smalley com Graham el banquer